# Piethan
Piethan war ein sagenumwobener Raubritter aus Nörvenich, Kreis Düren, Nordrhein-Westfalen.
Die Sage erzählt, dass Piethan nahe dem alten Heerweg, heute Bundesstraße 477, auf der Alten Burg wohnte. Um diese Burg, wovon nur noch Reste vorhanden sind, rankt sich die Sage vom gottlosen Leben und dem gewaltsamen Sterben des Piethan.
An einem Sommertag ging bei einem Trinkgelage der Meute der Wein aus. Die Pferde wurden gesattelt und ein Wagen wurde mitgeführt. Dann ging es den steilen Weg hinab ins Neffelbachtal. Man zog zum Kloster Johannes Junker, welches am Weg von Nörvenich nach Hochkirchen lag, wo heute das Kreuz steht. Gebieterisch forderte Piethan mit seinen Spießgesellen Einlass. Nach lautem Pochen wurde das Tor des Klosters geöffnet und jeder, der sich der Meute entgegensetzte, wurde mit einem Keulenschlag niedergestreckt. Die Weinfässer aus dem Keller wurden auf den Wagen geladen und der Prior wurde mit seinen Gefährten an das Fuhrwerk gebunden. Das Klosterdach wurde in Brand gesteckt. Im Burghof angekommen, trieben die Gesellen ihr schändliches Spiel weiter. Mit sterbender Stimme rief der Prior: „So wahr es einen gerechten Gott und rächenden Richter gibt, so sicher werdet ihr noch in dieser Nacht eure schändliche Tat büßen!“
Zum weiteren Saufen zog sich die Schar in den Burgsaal zurück, wo bald alle Trunkenbolde einschliefen. Gegen Morgen zeigte sich im Westen am Himmel ein kleiner schwarzer Punkt, der sich bald zu einer großen dunklen Wolke vergrößerte. Aus der Wolke zuckte ein Blitz auf die Burg, der von tiefen Donnergrollen begleitet wurde. Die Burg, so die Sage, versank mit dem Ritter Piethan und seiner Meute und wurde nie mehr gesehen.